# Дом Леонтьевых
Дом Леонтьевых (Шуберта) — трёхэтажное каменное сооружение в семь окон по фасаду, которое было построено в 1722—1741 гг. Центральный ризалит увенчан треугольным фронтоном, ось фасада подчеркнута трёхчастным окном.
В 1807—1809 гг. был переделан фасад и сооружена парадная лестница. Парадные помещения находились на третьем этаже. Сохранились лепные карнизы с модульонами и розеттами и двери, обрамленные наличниками с сандриками на кронштейнах. Балконная дверь украшена двумя дорическими каннелированными колоннами.
Родные сёстры Николая Михайловича Леонтьева, после смерти последнего, продали здание (в 1775 году) «мастеру печения французских хлебов» Иоганну Христофоровичу Шафу. Затем дом несколько раз менял владельцев, пока его у майорши Басовой в декабре 1829 года не приобрел на имя своей жены начальник Военно-топографического депо генерал-майор Фёдор Фёдорович Шуберт. Предполагается, что при нём произошло полное изменение облика дома и автором перестройки мог быть архитектор А. П. Брюллов (жены Брюллова и Шуберта были родными сестрами).
В 1876 году в этом доме жили С. В. Ковалевская с мужем. В 1892 году дом приобрёл брат Софьи Ковалевской, Фёдор Васильевич Корвин-Круковский. В 1915 году новыми владельцами стали Сергей Николаевич Белоруков и Николай Павлович Козлов.